# Ctenoscelis ater
Ctenoscelis ater là một loài bọ cánh cứng trong họ Cerambycidae.